# Madrasa Manzar-i Islam

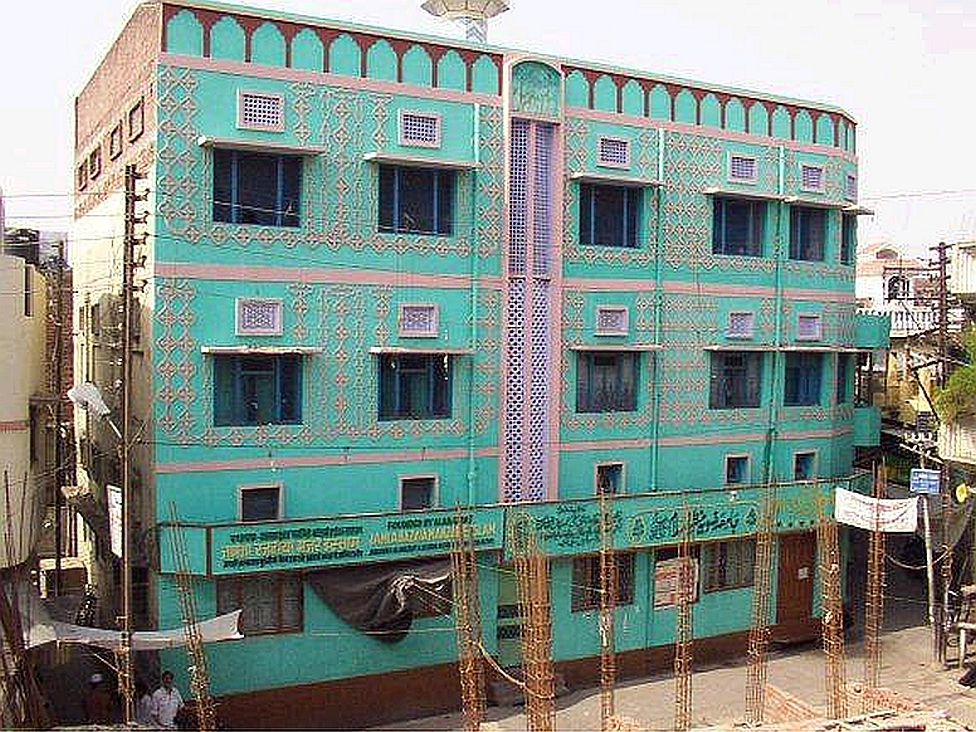
Madrassa Manzar-i-Islam-Gebäude in Bareilly, Indien, 2013

Die Madrasa Manzar-i Islam (Urdu مدرسہ منظر اسلام) ist das erste islamische Seminar der Barelwi-Bewegung. Es wurde 1904 in Bareilly, Indien, von Ahmad Riza Khan Barelwi (1856–1921) gegründet.